# Witches
Witches ist ein britischer Dokumentarfilm von Elizabeth Sankey aus dem Jahr 2024. Der Film behandelt Sankeys eigene Erfahrungen mit postpartalen Stimmungskrisen und zieht darin Parallelen zum Thema Hexentum und Hexenverfolgung.

## Handlung
Elizabeth Sankey tritt als Hauptsprecherin in der Dokumentation auf und spricht ausführlich um ihre Erkrankung an einer schweren Form von postpartaler Stimmungskrise, die sich zu Beginn wie eine Wochenbettdepression anfühlte, aber bis zur Suizidalität ging. Sie erzählt, wie sie zunächst mehrfach in Notaufnahmen vorstellig wurde und schließlich eine Selbsthilfegruppe fand, die sich traf und später über WhatsApp Hilfe anbot. Schließlich kam sie in eine psychiatrische Mutter-Kind-Klinik, wo sie Hilfe fand. Zusammen mit einigen anderen Patienten konnte sie ihr Trauma überwinden.
Während der Erzählung werden immer wieder passende Bilder aus Hexenfilmen eingeblendet. Zudem wird der Bezug zur Hexenverfolgung hergestellt und spektakuläre Fälle mit Bezug zu ihrem Krankheitsbild.

## Liste der Ausschnitte
Gemäß Abspann:
- Hexen (1922)
- Die Passion der Jungfrau von Orléans (1928)
- Der Zauberer von Oz (1939)
- Meine Frau, die Hexe (1942)
- Tag der Rache (1943)
- Die Waise von Lowood (1943)
- Die Stunde, wenn Dracula kommt (1960)
- Verliebt in eine Hexe (1964–1972, Fernsehserie)
- Der Teufel tanzt um Mitternacht (1966)
- Rosemaries Baby (1968)
- Der Hexenjäger (1968)
- Der Todesschrei der Hexen (1970)
- Legend of the Witches (1970)
- Die Teufel (1971)
- Macbeth (1971)
- Totentanz der Vampire (1971)
- Asylum (1972)
- Hausu (1977)
- The Wiz – Das zauberhafte Land (1978)
- Horror Infernal (1980)
- Oz – Eine fantastische Welt (1985)
- Die Hexen von Eastwick (1987)
- Elvira – Herrscherin der Dunkelheit (1988)
- Spellbinder: Ein teuflischer Plan (1988)
- Witchcraft – Das Böse lebt (1988)
- Ein Engel an meiner Tafel (1990)
- Der Wacholderbaum (1990)
- Hexen hexen (1990)
- Hocus Pocus (1993)
- The Craft (1996)
- Hexenjagd (1996)
- Zauberhafte Schwestern (1998)
- Durchgeknallt (1999)
- Sleepy Hollow (1999)
- Gothika (2003)
- Der fremde Sohn (2008)
- Macbeth the Movie (2009)
- The Ward (2010)
- Beautiful Creatures – Eine unsterbliche Liebe (2013)
- Hungry Hearts (2014)
- The Witch (2015)
- The Love Witch (2016)
- Hagazussa – Der Hexenfluch (2017)
- Tully (2017)
- Unsane – Ausgeliefert (2018)
- Gretel & Hänsel (2020)
- Kindred (2020)
- Macbeth (2021)

## Hintergrund
Produziert wurde der Film von Manon Ardisson, Chiara Ventura und Jeremy Warmsley. Er basiert auf dem Erleben der Regisseurin Elizabeth Sankey, die den Film als eine Art Videoessay umsetzte. Dabei erzeugen die Bilder aus den Hexenfilmen eine Art Echokammer und drücken so ihre damalige Paranoia und die patriarchale Unterdrückung der Mütter aus.

## Veröffentlichung
Witches hatte seine Weltpremiere beim Tribeca Film Festival 2024 und seine Premiere in Großbritannien beim London Film Festival 2024. Weltweit wurde er am 22. November 2024 auf Mubi veröffentlicht.

## Rezeption

### Kritiken
Im Guardian schrieb Leslie Felperin: „Alles in allem ist dies ein überzeugendes Beispiel für eine Bricolage-ähnliche Schnitttechnik, die sich stark auf die Ausnutzung der Urheberrechtsgesetze zur fairen Nutzung stützt, um einen prismatischen, provokativen Kinostil zu schaffen, der zeitgemäß ist.“ Weniger positiv äußerte sich Robyn Bahr im Hollywood Reporter: „Wenn der Film frischgebackene Eltern dazu inspiriert, Hilfe für ihre eigenen dunklen Gedanken zu suchen, hat er sicherlich etwas richtig gemacht. Letzten Endes wird die Erzählung jedoch in ihrem mäandernden und dürftigen Kommentar über Hexerei – interpretiert als Psychologie – verworren. Stankey verbringt ein wenig zu viel Zeit damit, sich nach einer buchstäblichen Dorfhexe zu sehnen, die sie von ihren Krankheiten heilt. […]. Witches ist kein Werk, das mit akademischer Strenge verfasst wurde, sondern eher mit verschwommenen Anekdoten arbeitet.“

### Preise
Der Film erhielt bei den British Independent Film Awards 2024 einen Preis als bester Dokumentarfilm.